# برووالیا
برووالیا (نام علمی: Browallia) نام یک سرده از خانواده بادنجانیان است.